# Сельское поселение Новинское (Московская область)
Сельское поселение Новинское — упразднённое муниципальное образование в Орехово-Зуевском районе Московской области России. 10 января 2018 года его территория вошла в новообразованный городской округ Ликино-Дулёво.

## Общие сведения
Образовано в ходе муниципальной реформы, в соответствии с Законом Московской области от 28.02.2005 года № 67/2005-ОЗ «О статусе и границах Орехово-Зуевского муниципального района и вновь образованных в его составе муниципальных образований».
Административный центр — деревня Новое.
Глава сельского поселения — Рунов Евгений Константинович. Адрес администрации: 142643, Московская область, Орехово-Зуевский район, д. Новое, ул. Комсомольская, д. 1а.

## География
Расположено в центральной части района. На севере граничит с городским поселением Ликино-Дулёво, сельскими поселениями Горским и Белавинским, на востоке — с сельским поселением Дороховским, на юге — с сельским поселением Ильинским, на западе — с городским поселением Куровское, сельскими поселениями Давыдовским и Горским. Площадь территории сельского поселения — 15 987 га.

## Население
| 2006  | 2007  | 2008  | 2009  | 2010  | 2011  |
| ----- | ----- | ----- | ----- | ----- | ----- |
| 4668  | ↗4737 | ↘4699 | ↘4676 | ↗4737 | ↗4750 |
| 2012  | 2013  | 2014  | 2015  | 2016  | 2017  |
| →4750 | ↘4718 | ↘4615 | ↘4559 | ↘4483 | ↘4407 |
| 2018  |       |       |       |       |       |
| ↘4320 |       |       |       |       |       |

## Состав сельского поселения
В состав сельского поселения входят 15 населённых пунктов упразднённой административно-территориальной единицы — Новинского сельского округа:
| Вид     | Наименование | Население, чел. (2010) |
| ------- | ------------ | ---------------------- |
| деревня | Беливо       | 51                     |
| деревня | Глебово      | 20                     |
| деревня | Дуброво      | 156                    |
| деревня | Заволенье    | 673                    |
| деревня | Загряжская   | 28                     |
| деревня | Запрудино    | 139                    |
| деревня | Коротково    | 172                    |
| посёлок | Мисцево      | 530                    |
| деревня | Ненилово     | 14                     |
| деревня | Новое        | 2458                   |
| деревня | Радованье    | 13                     |
| деревня | Смолёво      | 243                    |
| деревня | Стенино      | 18                     |
| деревня | Тереньково   | 113                    |
| деревня | Язвищи       | 109                    |